# Бонкувка
Бонкувка (пол. Bąkówka) — село в Польщі, у гміні Пясечно Пясечинського повіту Мазовецького воєводства.
Населення — 137 осіб (2011).
У 1975-1998 роках село належало до Варшавського воєводства.

## Демографія
Демографічна структура станом на 31 березня 2011 року:
|          | Загалом | Допрацездатний вік | Працездатний вік | Постпрацездатний вік |
| -------- | ------- | ------------------ | ---------------- | -------------------- |
| Чоловіки | 64      | 11                 | 45               | 8                    |
| Жінки    | 73      | 10                 | 44               | 19                   |
| Разом    | 137     | 21                 | 89               | 27                   |